# Vạn Phúc (phường)
Vạn Phúc là một phường thuộc quận Hà Đông, thành phố Hà Nội, Việt Nam. Trên địa bàn phường có làng lụa Vạn Phúc nổi tiếng.
Phường Vạn Phúc có diện tích 1,43 km², dân số năm 2022 là 14.289 người, mật độ dân số đạt 9.992 người/km².